# When We Were Very Young
When We Were Very Young is een gedichtenboek geschreven door Alan Alexander Milne. Het werd voor het eerst gepubliceerd, met illustraties van Ernest Shepard, in 1924. Het boek werd naar het Nederlands vertaald door Toos Blom.

## Gedichten
- Corner of the Street
- Buckingham Palace
- Happiness
- The Christening
- Puppy and I
- Twinkle Toes
- The Four Friends
- Lines and Squares
- Brownie
- Independence
- Nursery Chairs
- Market Square
- Daffodowndilly
- Water Lilies
- Disobedience
- Spring Morning
- The Island
- The Three Foxes
- Politeness
- Jonathan Jo
- At the Zoo
- Rice Pudding
- The Wrong House
- Missing
- The King's Breakfast
- Hoppity
- At Home
- Summer Afternoon
- The Dormouse and the Doctor
- Shoes and Stockings
- Sand Between the Toes
- Knights and Ladies
- Little Bo Peep and Little Boy Blue
- The Mirror
- Halfway Down
- The Invaders"
- Before Tea
- Teddy Bear
- Bad Sir Brian Botany
- In the Fashion
- The Alchemist
- Growing Up
- If I Were King
- Vespers